# Thierry van Chartres
Thierry van Chartres (gelatiniseerd: Theodoricus Chartrensis) of Theodoric de Breton (gelatiniseerd: Theodericus Brito, ca. 1100 - Chartres, ca. 1150) was een Franse platonistische filosoof die werkzaam was in Parijs en Chartres.

## Biografie
Volgens Petrus Abaelardus was Thierry van Chartres aanwezig bij de synode van Soissons. Thierry van Chartres was als leraar verbonden aan de Kathedrale school van Chartres. Omstreeks 1136 ging hij ook lesgeven in Parijs waar hij onder andere les zou gaan geven aan Johannes van Salisbury. In 1141 keerde hij terug naar Chartres waar hij aartsdeken en kanselier werd. Omstreeks deze tijd stond de kathedrale school bekend als een plek waar onderwezen werd over het totale werk van Aristoteles over de logica. Na de Rijksdag van Frankfurt trok Thierry zich terug om een monastiek leven te leiden.

## Werk
HeptateuchonDe Heptateuchon is een encyclopedie over de zeven vrije kunsten en het bestond onder meer uit werken van Aristoteles over logica, maar ook van Cicero over de retorica.
HexaemeronDe Hexaemeron is een kosmologisch werk waar Thierry van Chartres het boek Genesis in overeenstemming probeerde te brengen met platonische doctrines.